# قرار مجلس الأمن التابع للأمم المتحدة رقم 1685
قرار مجلس الأمن التابع للأمم المتحدة رقم 1685، الذي اتخذ بالإجماع في 13 يونيو 2006، وبعد النظر في التقرير الذي أعده الأمين العام كوفي عنان بشأن قوة الأمم المتحدة لمراقبة فض الاشتباك، مدد مجلس ولايتها لمدة ستة أشهر أخرى حتى 31 ديسمبر، 2006.
ودعا القرار الأطراف المعنية إلى التنفيذ الفوري للقرار 338 (1973) وطلب من الأمين العام تقديم تقرير عن الوضع في نهاية تلك الفترة.
وجاء في تقرير الأمين العام عملا بالقرار السابق بشأن قوة الأمم المتحدة لمراقبة فض الاشتباك أن الوضع بين إسرائيل وسوريا ظل هادئا بشكل عام، على الرغم من أن الوضع في الشرق الأوسط ككل ظل متوترا إلى أن يتم التوصل إلى تسوية تعالج جميع جوانب المشكلة.
ورحب المجلس أيضا بالجهود التي تبذلها القوة لتنفيذ سياسة عدم التسامح مطلقا بشأن الاستغلال الجنسي.

## روابط خارجية
- نص القرار في undocs.org